# Kurepõllu

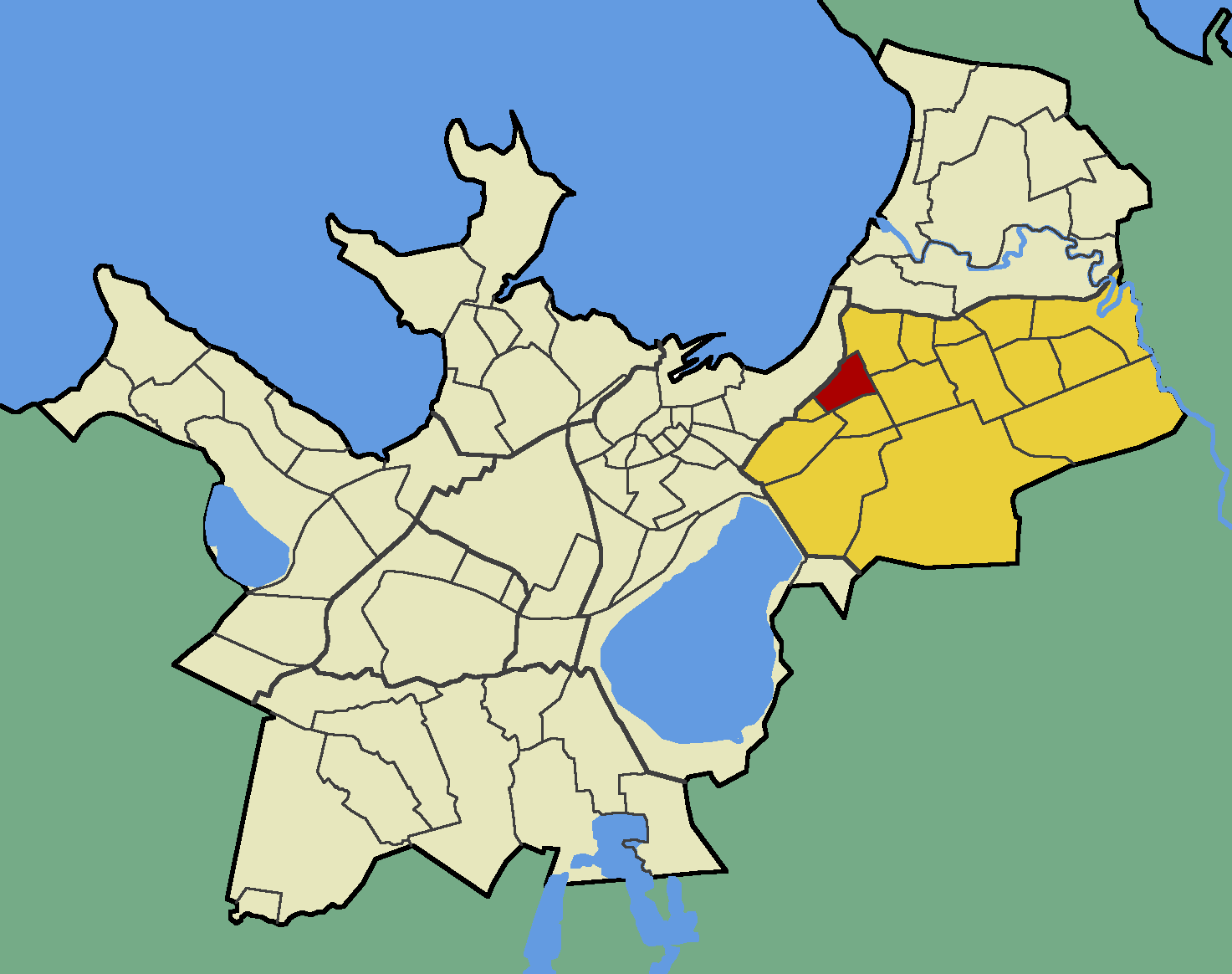
Der Bezirk Kurepõllu (rot) im Tallinner Stadtteil Lasnamäe (gelb)

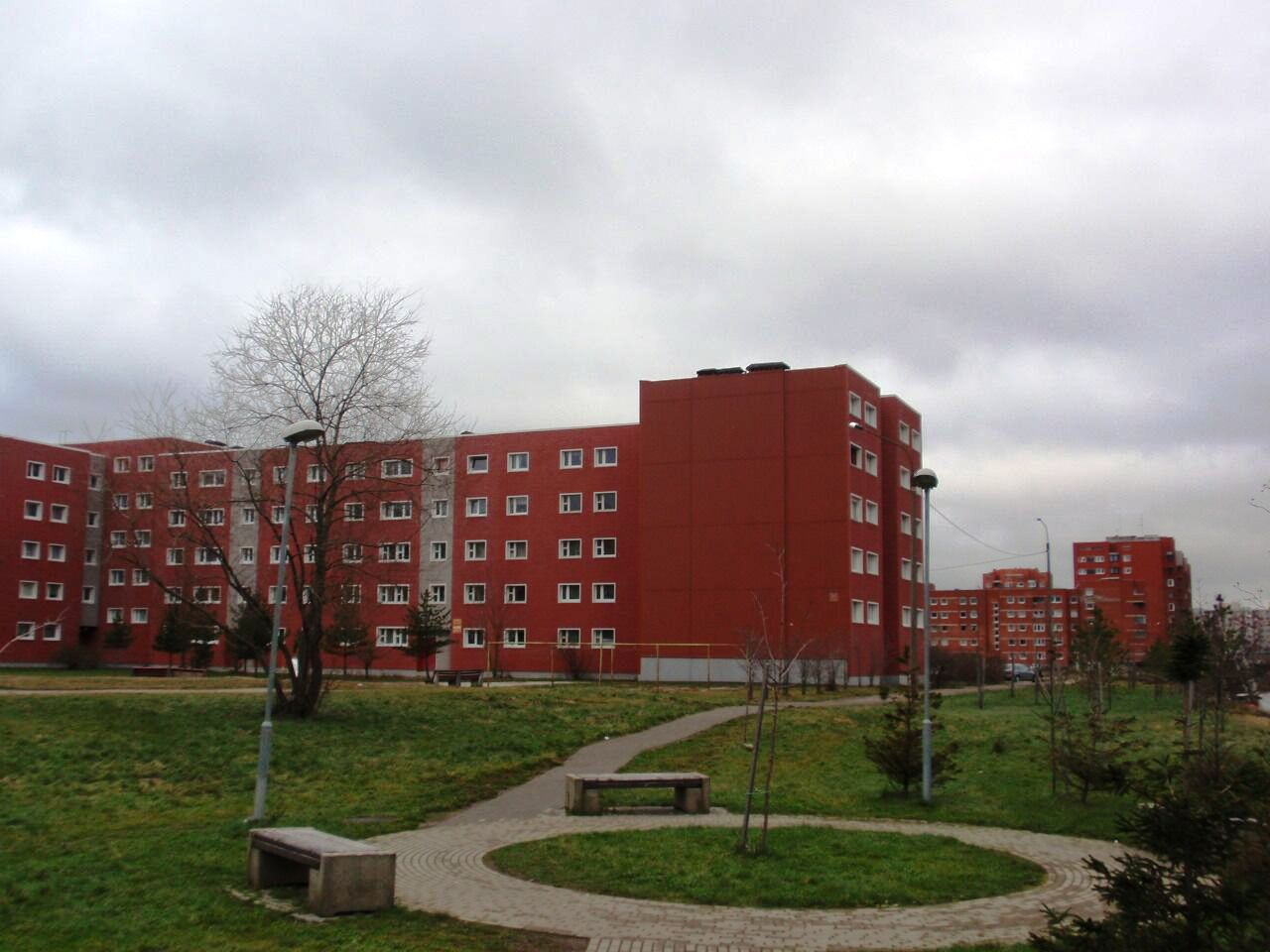
Wohnhäuser in Kurepõllu

Kurepõllu (zu Deutsch „Storchenfeld“) ist ein Bezirk (estnisch asum) der estnischen Hauptstadt Tallinn. Er liegt im Stadtteil Lasnamäe (deutsch „Laaksberg“).

## Beschreibung
Der Stadtbezirk liegt im Nordwesten Lasnamäes. Er hat 3.697 Einwohner (Stand 1. Mai 2010). Der Bezirk wurde zu sowjetischer Zeit Lasnamäe XI mikrorajoon genannt.
Der für die Trabantenstadt Lasnamäe relativ grüne Bezirk wird – wie ganz Lasnamäe – von Hochhäusern in sowjetischer Plattenbauweise dominiert.